# Poincarého věta

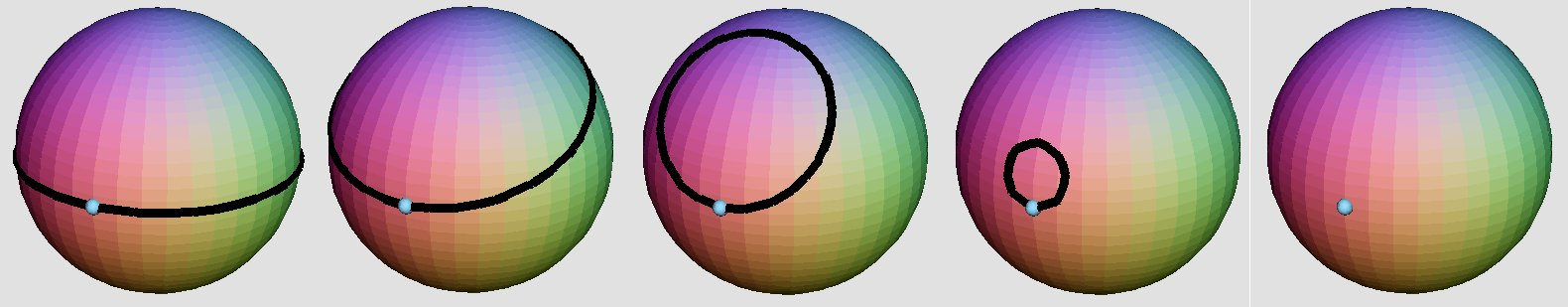
Vizualizace převádění na povrchu obyčejné třírozměrné koule

Poincarého věta (někdy označována jako Poincarého domněnka) je matematická věta z geometrické topologie, která se vyjadřuje o charakterizaci (třírozměrného) povrchu čtyřrozměrné koule mezi třídimenzionálními varietami. Tvrdí, že každá kompaktní třídimenzionální varieta, která je jednoduše souvislá, je homeomorfní s třídimenzionální sférou. Je pojmenována po francouzském matematikovi Henrim Poincarém, který ji vyslovil jako domněnku na začátku 20. století.
Poincarého domněnka patřila do skupiny sedmi největších matematických „problémů tisíciletí“, které vybral Clayův matematický ústav. Je však nutno podotknout, že byl již dlouho znám důkaz, který dokazoval, že každá dvoudimenzionální kompaktní jednoduše souvislá varieta je homeomorfní s dvoudimenzionální sférou. V roce 2002 (téměř po sto letech) ji dokázal ruský matematik Grigorij Perelman. Po dlouhém ověřování důkazu, jež trvalo čtyři roky, bylo rozhodnuto, že důkaz je správný a Grigorij Perelman získal Fieldsovu medaili a odměnu ve výši jednoho milionu dolarů. Perelman však jak medaili, tak i odměnu odmítl. 